# Captcha

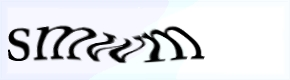
Egy korai CAPTCHA-generátor, az EZ-Gimpy által generált kép. Ilyen CAPTCHA-kat használt egy időben a Yahoo; 2003-ra azonban ezeket már fel tudták törni.

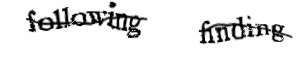
Egy modern CAPTCHA, a reCAPTCHA programból. Színes háttér és a betűk erőteljes torzítása helyett az egyes betűk elkülönítését nehezíti meg a rajtuk áthúzott vonallal.

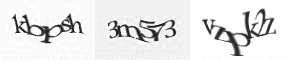
Egy másik módszer a betűk elkülönítésének megnehezítésére. A KCAPTCHA program által generált képen az ember könnyen felismeri az egymásba lógó karakterek határait, egy bot azonban nem képes rá.

A CAPTCHA (IPA: [ˈkæptʃə], kb. kepcsö) a számítástechnikában olyan automatikus teszt, ami képes megkülönböztetni az emberi felhasználót a számítógéptől. A szó az angol Completely Automated Public Turing test to tell Computers and Humans Apart (am. teljesen automatizált nyilvános Turing-teszt a számítógép és az ember megkülönböztetésére) kifejezés rövidítése. A teszt során a számítógép generál egy feladványt, amit csak egy ember tud helyesen megválaszolni, de a válasz helyességét a gép is könnyedén el tudja dönteni. A kifejezést 2000-ben alkotta Luis von Ahn, Manuel Blum, Nicholas J. Hopper és John Langford.
Az ilyen teszteket néha fordított Turing-tesztnek is nevezik, mert szemben a hagyományos Turing-teszttel, ahol egy embernek kell a számítógépet és az embert megkülönböztetnie, itt egy számítógépnek kell megtennie azt. Az ilyen tesztek leggyakrabban egy eltorzított szöveg elolvasásából állnak, és jól használhatók a spambotok kiszűrésére; mára az internetes fórumok, blogok, wikik és egyéb spam által fenyegetett nyilvános kommunikációs csatornák alapvető tartozékává váltak.

## Története
Moni Naor volt az első személy, aki tematikusan foglalkozott a kérdéssel, hogy milyen módokon lehet megállapítani, hogy egy adott kérés egy személytől vagy egy bottól jön-e. Az első kezdetleges CAPTCHA-kat 1997-ben Andrei Broder és kollégái készítették az AltaVistánál azzal a céllal, hogy a botokkal ne lehessen URL-eket adatni a keresőmotorjukhoz. Megvizsgálták, hogy jellemzően milyen fajta képtorzulásokat tudnak rosszul felismerni az automatikus karakterfelismerő programok és annak megfelelően torzították a képeket. Luis von Ahn és Manuel Blum továbbfejlesztette és publikálta a módszert 2000-ben, és közreadtak egy programot is, ami meg tudta különböztetni ily módon az embert a számítógéptől. Ők ketten vezették be a CAPTCHA kifejezést is, és az ő CAPTCHA-ikat használták először igazán széles körben, nevezetesen a Yahoo!-nál. A Carnegie Mellon University megpróbálta védjegyként bejegyeztetni a szót, de a kérelmet 2008. április 21-én elutasították. A CAPTCHA alkotói jelenleg a reCAPTCHA implementáció használatát javasolják.

### Szöveges változatok elavulása
A CAPTCHA fokozatosan elveszítette biztonsági funkcióját. Indiában számos cég szakosodott arra, hogy olcsó emberi munkaerővel nagy mennyiségben törjön fel kódokat. Egy másik módszer szerint a feladványt kiemelik az eredeti környezetéből, majd egy ingyenes pornó- vagy kalózoldal elejére illesztik be. A világon mindenhonnan a pornó- vagy warez oldalra belépni kívánó felhasználók megoldják a feladványt, beengedik őket az oldalra, közben pedig az eredeti célpont kapuit is kinyittatták velük. 2014-ben a Google mérnökei egy olyan szoftvert jelentettek be, amely 99,8%-os pontossággal fejti meg a reCAPTCHA-t. A program eredetileg az Utcakép alkalmazáshoz készült, és az utcai feliratok értelmezése volt a dolga.

## Változatok a 2010 évektől
Mivel az egyre fejlettebb számítókapacitás számára a szövegfelismerés nem jelent akadályt, más technológiák is megjelentek:
- Egy fényképen szereplő alakot kell beazonosítani választási lehetőségek alapján,
- több fotó alapján kell egy alak darabszámát beírni,
- egy rövid szöveges feladvány megoldását kell kiválasztani,
- egy animált képen vagy mini videón szereplő alakot/szöveget kell felismerni,
- egy interaktív (pl. Flash) felületen kell egy egyszerű szöveges utasítást végrehajtani.

### CAPTCHA oldalak
- The Official Captcha Site
- reCAPTCHA: Stop Spam, Read Books
- Free Animated CAPTCHA - HelloCaptcha
- CAPTCHA Service - Stop Guestbook Spam, Blog spam, Wiki Spam, Comment Spam  - Protect Web Form .COM
- captchas.net
- captcha.cc - captcha generator
- Classic ASP Security Image Generator (CAPTCHA) Script
- BotDetect ASP Classic CAPTCHA Component
- CAPTCHA Image - CodeProject
- Floresense Captcha control -Overview
- CAPTCHA-image web service for web site and .NET developers: Text Disguise
- Web Wiz CAPTCHA - Free Classic ASP Security Image Software Archiválva 2011. március 5-i dátummal a Wayback Machine-ben

## Fordítás
Ez a szócikk részben vagy egészben  a   CAPTCHA című angol Wikipédia-szócikk ezen változatának fordításán alapul.  Az eredeti cikk szerkesztőit annak laptörténete sorolja fel. Ez a jelzés csupán a megfogalmazás eredetét és a szerzői jogokat jelzi, nem szolgál a cikkben szereplő információk forrásmegjelöléseként.